# Нижние Петровцы
Ни́жние Петровцы́ (укр. Нижні Петрівці, рум. Pătrăuţii de Jos) — село в Петровецкой сельской общине Черновицкого района Черновицкой области Украины.
Население по переписи 2001 года составляло 3004 человека. Почтовый индекс — 59035. Телефонный код — 3735. Код КОАТУУ — 7324587001.
В ноябре 2012 года румынский язык получил в селе статус регионального.

## История
- Местность Нижние Петровцы была частью с момента создания исторического региона Буковина Княжества Молдавия.
- Румынский исследователь и источник А. И. Гонза в одной из своих работ писал, что в селе Петровцы может существовать XV веке под именем Питич, который находятся в одном из документов губернатора Александра Доброго 1423 и в ряде других рукописей того времени. Пожалуй, первым владельцем местной земли и был такой человек довольно низкого роста, по прозвищу Питич(в переводе на Румынского карлик). Прочитав исторические документы можно заметить, что имя Питича меняется на Питичий на Сирецели, а затем на Петровцы.
- Однако под названием Петровцы население впервые упоминается в Грамоте по 11 июля 1610 года.
- Данные о возрасте села Петровцы находят в работе «Молдова в дни феодализма», опубликованной в 1975 году в Кишинёве. Здесь показано, что Петровцы по Сирету входило в организации Берегомет с Сучавы и к присоединению северо-западных территории Молдовы к Австрии.
- В январе 1775 года, в результате нейтралитета что он имел во время военного конфликта между Турцией и Россией, Империя Габсбургов (современная Австрия) получила часть территории Молдовы, территория известная как Буковина. После аннексии Буковины к Империей Габсбургов в 1775 году, село Нижние Петровцы была частью Герцогства Буковины, управляющая Австрийцами, будучи частью района Сторожинец (по-немецки Storozynetz). В те времена в село были привезенные Поляки с коммуны Солонець, потомки которых и сейчас живут на хуторе Аршица. Евреи жили в центре села, где открыли Корчмы, в которых крестьяне пропили свои деньги и имущество.
- В 1848 году, когда во многих Европейских Странах имеют место буржуазно-демократические революции, в стороне не оставались и крестьяне с Петровцов.
- В том же году Илья Скипор, которого в селе звали «Илие а Баланоаей», вместе с Георгием Тимиш из соседнего села Купка, собственной персоной появились перед Австрийским Императором Франц-Иосифом. Император дал им документ, подтверждающие отмены Барщины на Буковине и таким образом крестьяне быль свободны.
- После объединения Буковины с Румынией 28 ноября 1918 года, село Нижние Петровцы была частью состава Румынии, на Флондореньской площади Сторожинецкого района. Тогда большинство населения составляло румынское (почти полностью).
- На протяжении своей истории село меняло свое название: Petrauz, Patrauz, Batrauczy, Patrauz am Siret (с немецкого — «на Сирет»). Официальное название села было утверждено после Первой Мировой Войны. 21 июля 1919 года король Румынии Фердинанд I с министром внутренних дел Дж. Мезеску утвердили декрет об изменениях названий населенных пунктов, согласно которому село будет называться Pătrăuţii pe Siret (Петреуций пе Сирет). Позже село стало называться Нижние Петровцы из-за того, что расположено по течению реки Малый Сирет в нижней её части.
- Одновременно с ростом населения, село было разделено на две части. Часть, которая находившаяся на левом берегу реки Малый Сирет, был назван Верхние Петровцы, а часть находившаяся на правом берегу был назван Нижние Петровцы.
- После пакта Молотова — Риббентропа в 1939 году, Северная Буковина была аннексирована СССР 28 июня 1940 года. После советской оккупации села несколько жителей села попытались проникнуть в Румынию. По слухам, выпущенным НКВД что можно пересечь границу с Румынией, 1 апреля 1941 года, большая группа людей из нескольких сел в долине Сирета: Нижние Петровцы, Верхние Петровцы, Купка, Корчевцы, Сучевены, несущие перед собой белый флаг и религиозные знаки (Иконы, Хоругви и Кресты), сформировали мирную колонну из более чем 3000 человек и направился к новой советско-румынской границе. На луге Варница, около 3 км от румынской границы советские пограничники ждали их в лесу, они стреляли в полную длину из пулеметов, постоянно пожиная их. Оставшиеся в живых были преследованы кавалеристами и их резали мечом. Оставшиеся в живых были арестованы НКВД-ом из Глибоки, и после ужасных пыток, их отвезли на еврейское кладбище в этом маленьком городке и бросили заживо в общую могилу, поверх которого вылили и погасили Известью. Согласно спискам, сделанным позже, из Нижних Петровцов было 17 жертв бойни из Фантана-Альбэ.
- Северная Буковина вновь вошла в состав Румынии в период 1941—1944 годов, И будучи вновь оккупированной СССР в 1944 года и интегрированной в Украинской ССР.

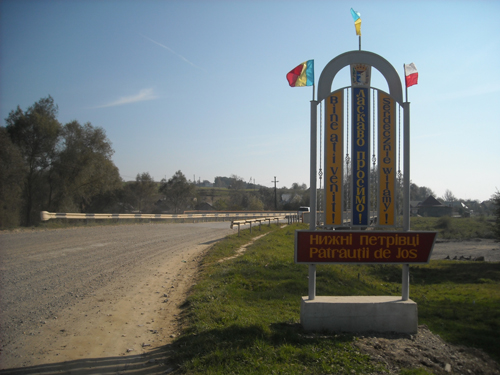
Знак при въезде в Нижние Петровцы

- В 1947 году начинается коллективизация. Формируется Колхоз «Калинин». Сотни людей были вынуждены работать в колхозе без заработной платы.
- В 1948 году в селе был образован Колхоз «Дружба», который впоследствии распался одним из первых в районе.
- В 1987 году хутор Аршица предоставили официальный статус села, в её состав вошли ещё 3 хутора: Жнямит, Майдан и Вульва, но остается под руководством села Нижние Петровцы
- С 1991 года входило в состав Сторожинецкого района, Черновицкой области независимой Украины.
- В 2020 году, в составе Петровецкой сельской общины вошло в состав Черновицкого района.

## Население
- Согласно переписи 1989 года, число жителей, которые объявили себя Румынами плюс Молдаване, составило 2514 (2483 + 31), это 93,77 % от населения населенного пункта. В селе было 134 Украинца, 18 Поляков, 13 Россиян, 1 Еврей и другие. В настоящее время в селе проживает 3 004 человека, в основном румыны.

Лингвистическая композиция населенного пункта Нижние Петровцы
 Румынский (90,22 %) Польский (6,04 %) Украинский (2,73 %) Другие языки (1,46 %)
- Согласно переписи 2001 года, большинство населения Нижних Петровцов говорили на Румынском (90,22 %), существующие в меньшинстве и говорящих на Польском (6,04 %) и Украинском (2,73 %).

1930: 2.771 (перепись)
1989: 2.681 (перепись)
2007: 3.004 (оценка)

### Перепись 1930 года
Национальный состав села Нижние Петровцы (Сторожинецкий район)
 Румыны (81,12 %) Поляки (11,91 %) Евреи (4 %) Другие Национальность (2,97 %)
- Согласно переписи населения, проведенной в 1930 году, население коммуны Нижние Петровцы составляло 2771 человек. Большинство жителей были Румынами (81,12 %), за ними следуют Поляки (11,91 %) и Евреи (4,00 %), другие люди заявили что они: Венгры (5 человек), Немцы (20 человек), Рутены (21 человек) и Русские (23 человека).
- С конфессиональной точки зрения большинство жителей были Православные (79,50 %), далее следуют Католики (12,59 %), Иудеи (4,00 %) и Баптисты (3,53 %), другие люди сказали что они: Греко-Католики (4 человека) и Лютеране (6 человек).

Конфессиональная композиция села Нижние Петровцы
 Православные (79,5 %) Католики (12,59 %) Иудеи (4 %) Баптисты (3,53 %) Другие Религии (0,38 %)

## Образование
- В Петровцах 1864 году была открыта Школа с Немецким языков преподавания, она находилась там, где сегодня находятся Украинско-Румынская Школа № 1.
- Первая Школа в уже разделенном селе, которое стало называться Нижние Петровцы, была Построена в 1888 году.
- Первая четырёхлетняя школа была открыта 1930 году в доме Дрощака Ивана, для румын бесплатно, для поляков оплачиваемая, с Румынским языком преподавания.
- В 1950 году открыто Молдавскую семилетнюю школу в том же доме.
- В 1961 году построено помещение новой восьмилетней школы.
- В 1971 году была построена нынешняя Школа № 1, Первые Письменные данные о школе даются 1889 годе.
- В 1975 году восьмилетняя школа получила статус неполной средней школы № 3 с Русским языком обучения.
- В 1976 году достроено новое двухэтажное помещение.
- С 1994 года это школа с Украинским языком обучения, Польский и Румынский язык изучаются факультативно.
- В 1999 году школа получила статус общеобразовательной I—III ступеней № 2.
- На сегодняшний день в родном селе есть две школы: № 1 в центре села, с Румынским языком преподавания, а № 2 находится на хуторе Аршица с Украинским языком преподавания.

| |                                                                 |                                |
| Деревянный корпус для начальной Школы, построен в 1888 году. Просуществовал до начала 90-х годов XX век. | Здесь учились ученики в 60-х годах XX век. — (Бывший Сельсовет) | Строительство Новой Школы № 1. |

| \|                                         |
| Нижньопетровецький Лицей № 1 20-х XXI век. |

## Религия

### Христианство
Большинство верующих жителей села исповедуют Православное Христианство.

#### Православие

##### Первая Православная Церковь
- В течение длительного времени Петровцы были в собственности разных хозяев и Монастырей. По крайней мере до 1806 года жители села не имели собственного Храма, ходили на Богослужения в соседние Иживцы. И только в упомянутом выше году его построили неподалёку Малого Сирету. Первым Священником в этом Храме был Теодор Теодорович, который работал в селе Пастырем Душ 25 лет.
- Упомянутую деревянную Церковь впоследствии, когда построили новую, аккуратно разобрали и подарили в 1912 году селу Кандешть, что в Ботошанском жудеце Румынии.
- На месте Первой Церкви было построена Часовня

##### Новая Православная Церковь

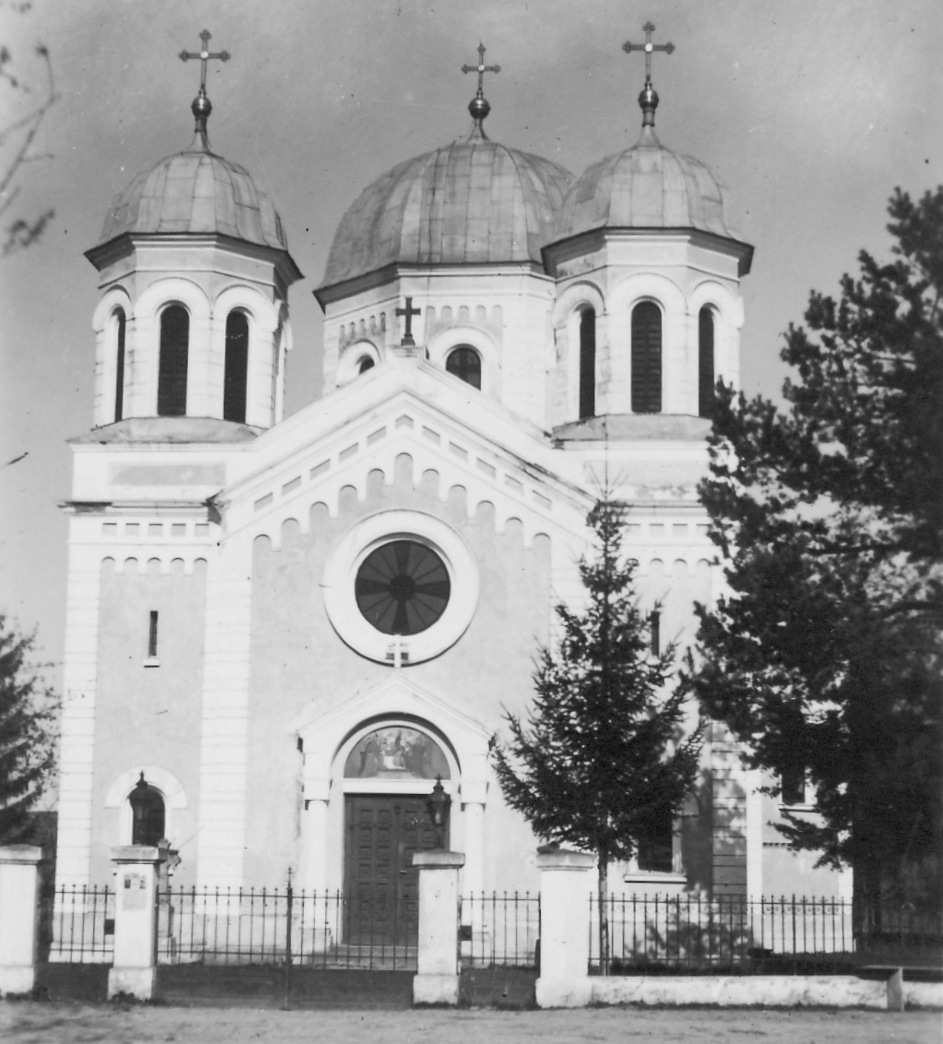
Церковь Успения Святой Богородицы 1936 г.

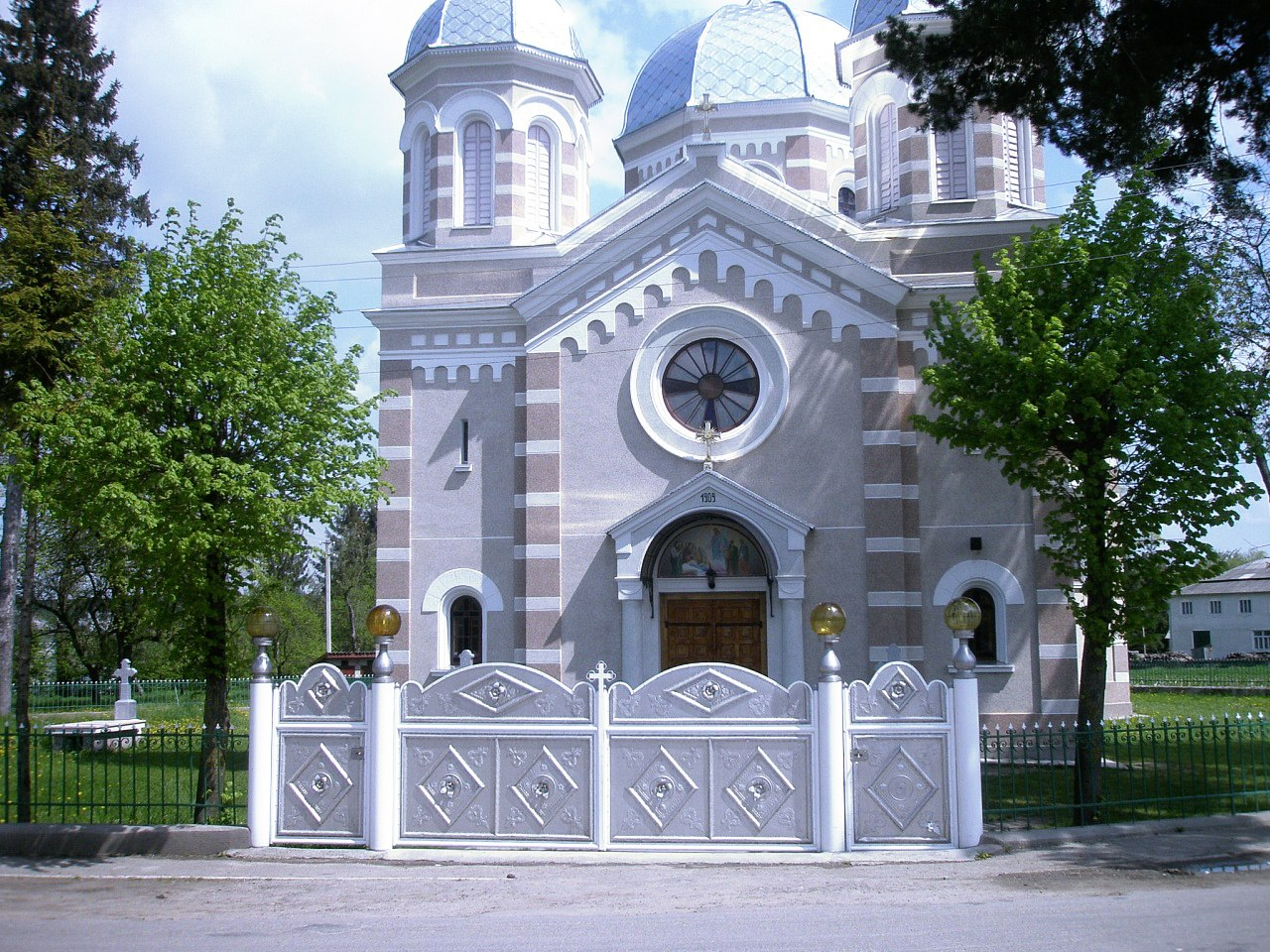
Церковь Успения Святой Богородицы XXI век.

- Увидев, что Церковь уже не может вместить такое большое количество населения, крестьяне из Нижних Петровцов решили построить новую более просторную Церковь. Место было найдено заранее — в центре села. Но её там — таки не был построен, потому что жителям с хутора Фундоая, из села Верхние Петровцы, не было разрешено участвовать в строительстве Церкви в ихнем селе. Их просьба была выполнена, а хозяин Иван Попеску, которого в селе звали «Иван а луй Георгиеш», дал клочок земли, на котором потом и была построена нова Церковь. Церковь строилась шесть лет, с 1903 по 1909 года. При строительстве новой Церкви помогали все Православные Христиане села. Было найдено документ, который относится к строительству новой Церкви. Его нашел Змошу Валерий Георгиевич. Сейчас он находятся в Музее села. Этот документ был написан «Константином луй Чоабы» в хуторе Вад. В документе описывается, что сделали люди из села для Церкви. Новая Церковь была Освящена на Успения Святой Богородицы.
- При Освященные присутствовал Митрополит Буковины Владимир Репта, с которым было много Священников. С тех пор и до сегодняшних дней в двух Церквах Православных служили 30 Священников.
- Стоит отметить что только Георгий Змошу и Дмитрий Гаврилое из всех 30 Священников родом из Нижних Петровцах. Другие Священники пришли служить Священному Алтарю, будь то из Молдовы, будь то из Бессарабии.
- В 2007 году закончился капитальный ремонт Православной Церкви. На Храм Церкви, то есть на Успения Святой Богородицы, при Освященные Церкви после ремонта, присутствовали 27 Священников из Буковинской Епископии. Такое действо происходит один раз в 100 лет. Среди гостей, которые присутствовали на Освящение, были такие известные люди, как ПростоСвященники районов Сторожинец и Глыбокая — Василий Ковальчук и Иван Горделе, а также Епископ Хотинский и Вихар Черновицкой Митрополии Мелинтий.

|                                           |
| Церковь Успения Святой Богородицы 2020 г. |

### Католицизм

#### Первый Костел

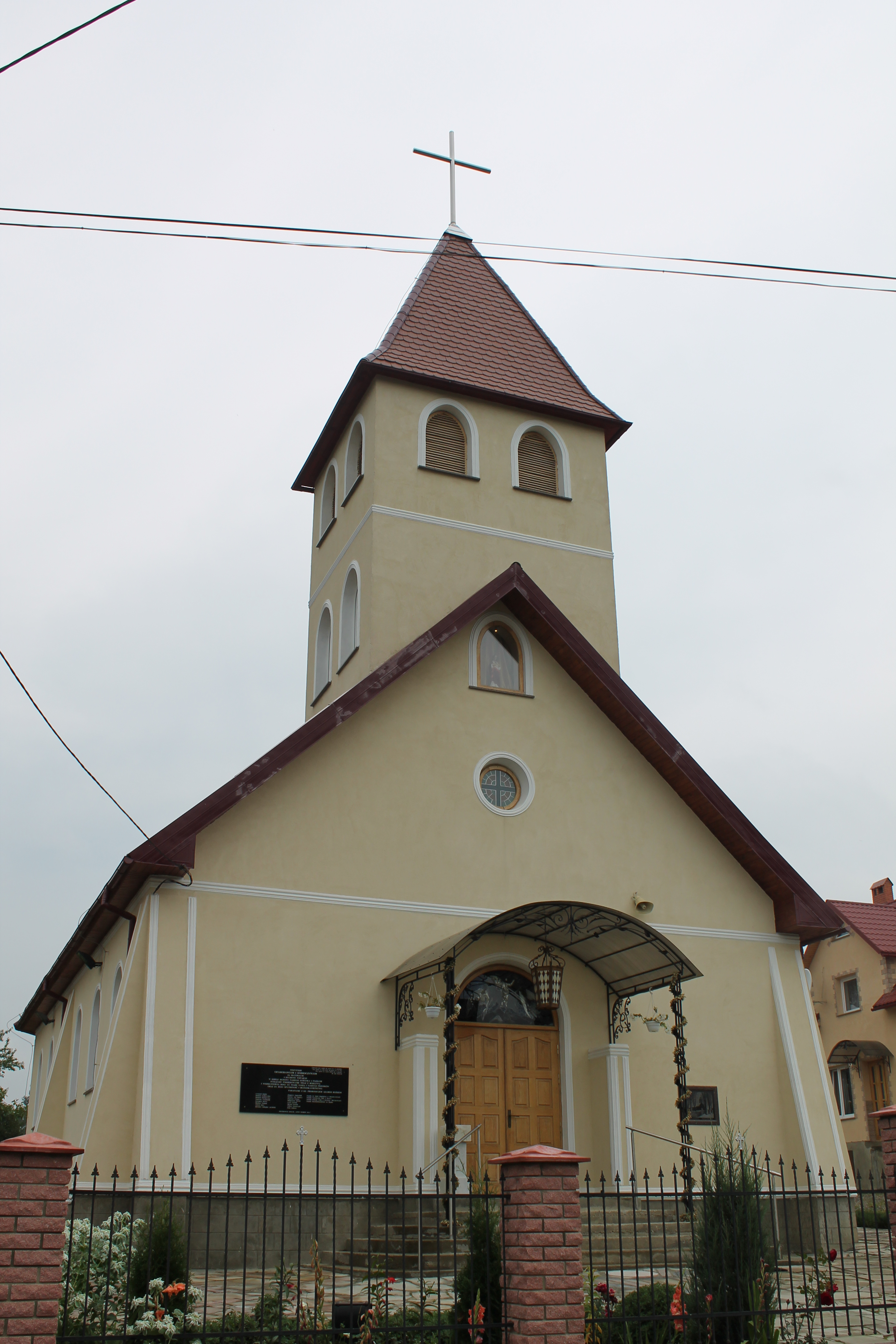
Костел Преображения Господнего 10-х XXI век.

- Костел был построен в 1924 и до недавнего времени был деревянным. В наши дни его перестраивали на каменный, сохранив деревянную крышу. В коммунистические времена Костёл не был закрыт, за это Католикам надо было платить немалый ежегодный налог. Люди сами ходили молиться каждое воскресенье в Костел, а для того, чтобы мог приехать Священник отправляли Святую Мессу, нужно было разрешение властей. За это верующим нужно было заплатить дополнительный налог. Отправляли Святую Мессу приезжали Ксёндзы из Черновцов Краевский Франчишек и Анджеевский Юзеф, и только с 90-х годов XX века здесь регулярно начали отправляться Святые Мессы Священниками из Конгрегации Отцов-миссионеров. Занимались больными малообеспеченными людьми, учили катехизиса и помогали Ксендзам Сёстры милосердия из этого же Ордена.
- С 2007 года восстал приход Преображения Господня села Нижние Петровцы в Аршици, которой руководит Священник — каноник Адам Божек.
- За период 2008—2011 года Костел был перестроен при поддержке спонсоров из Польши и получил дополнительную второе название Благославенного Иоанна — Павла II. Его памятник украшает двор Костела.

|                                |
| Костел Преображения Господнего |

## Культура

### Музей

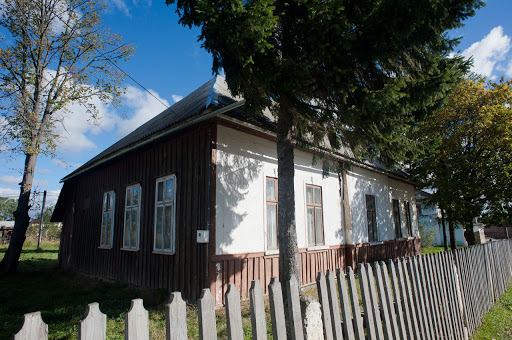
Музей Этнографик, Бывший Сельсовет и Школа

- Музей в Нижние Петровцы Созданный в 2000 году в помещении, возраст которого превысил 90 лет. Сначала там был сельсовет, впоследствии школа, а когда создали музей, разместили его сначала в одной комнате, а потом во всем помещении. Музейная экспозиция собрана благодаря усилиям местного учителя-краеведа Валерия Змошу, которого вдохновил собирать древности покойный папа Протоиерей. Село Нижние Петровцы многонациональное (Украинцы, Румыны, Поляки). Поэтому и музейные экспонаты разнообразны по этнической тематике: орудия труда, одежда, картины, образы. Привлекает внимание схема села со всеми названиями хуторов, рек, а рядом с ней карта мира, на которой обозначены двенадцать стран, где живут выходцы Нижних Петровцов. Почти сорок лет Валерий Георгиевич собирал обряды и песни, которые пели только в родном селе. Впоследствии он упорядочил это в книгу.

|  |  |  |  |

### Памятники
| Памятник Жертвам Сталинских Репрессий |

- На судьбу жителей Нижних Петровцов выпало немало трагических страниц. Так, некоторые из них стали свидетелями кровавых событий, что разыгрались 1 апреля 1941 возле урочища Варница, что в соседнем Глыбокском районе. Они были в многолюдной «Колонны Смерти», состоящая из Румын и Украинцев, которые, по сути, пытались, неся впереди Хоругви и Иконы, вместе бежать из «Советского Рая» в соседнюю Румынию. Советские пограничники встретили безоружных людей пулемётными очередями. Среди убитых было и 18 жителей Нижних Петровцов. Ещё 22 участника вероятнее были арестованы и заключены в тюрьму. 28 августа 1992 года открыли памятник жертвам Сталинских Репрессий, на нем высечена 138 фамилий жителей села, которые были выселены вместе с семьями из родной земли в Казахские степи и Сибирскую тайгу. Часть из них не вернулась к родным очагам.

|  |  |

### Дом Культуры

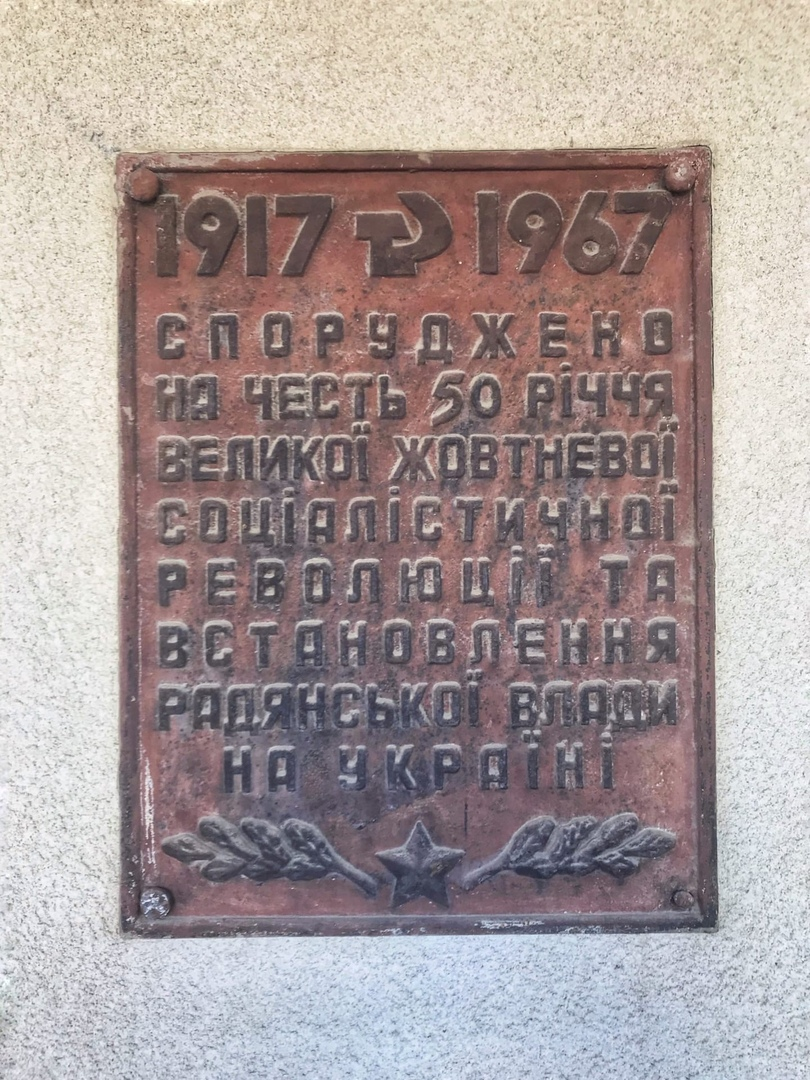
История Основания XX век.

- Первое упоминание о существовании сельского дома культуры 1947.

|  |
|  |

- Новое заведение культуры основан в 1967 году. В 2007 году отпраздновали его 40-летие.
- За эти годы здесь работали более 20 человек. С 1990 года постоянным директором работает Лариса Попеску-Кедик. Художественные руководители Наталья Кльоц и Иван Костинян. Действуют 14 кружков художественной самодеятельности. Особый успех имеет детский фольклорно-танцевальный коллектив «Мугурел», который с недавних пор стал более известным в Украине. Благодаря спецпроекта телеканала «Интер»: на День Независимости ансамбль исполнил Гимн Украины на Румынском языке.
- Участники художественной самодеятельности Дома культуры являются победителями и лауреатами многих фестивалей и конкурсов районного, областного и даже международного уровней. Их неоднократно приглашали с концертной программой в другие районы и области Украины, а также в соседнюю Румынию.
- О культурной жизни села, выступления любителей художественной самодеятельности, их достижения и победы подробнее можно узнать из книги Э. Скипор «Viaţa cultura a satului Pătrăuţii de Jos, „Prut“», Cernăuţi 2008.

### Библиотека
- В селе также существует сельская библиотека Филиал № 17. Первая библиотека появилась в селе в 1924 году. Тогда здесь было всего 100 книг.
- Сейчас в сельской библиотеке более 7300 книг и тысячи читателей. За эти годы здесь работали 4 библиотекаря. Более 30 лет работает заведующей библиотеки Мария Штефуряк, и 25 лет библиотекарь Елена Кльоц. Здесь есть выставки с новой литературой, газетами, журналами, фотографиями и тому подобное.

### Детский Сад
- Первый детский сад появился в селе 1976 года.
- В 1986 году сдан в эксплуатацию теперешний детский сад «Ромашка».

## Уроженцы
- Иван Попеску